# 低地清洗
低地清洗（英語：Lowland Clearances）是苏格兰农业革命的结果之一，该革命改变了17世纪蘇格蘭低地存在已久的传统农业制度。来自苏格兰南部各郡（低地）的成千上万的小农场佃农（cottar）和普通佃农（tenant farmer）从他们的农场和耕地移居到格拉斯哥、爱丁堡和北英格蘭的新的产业中心或海外，或者适应苏格兰农业革命，仍留在原土地上。

## 历史
随着18世纪苏格兰农场的商业化，土地通常通过拍卖来租用。这导致租金上涨，许多佃户退出市场。此外，农业传统的变化意味着全职农业工人取代兼职农业工人或转租者（称为cottars、cottagers或bondsmen），这些全职农业工人住在主农场或在扩建或新建的村庄中租住。许多当代作家和现代历史学家因此将农业革命与苏格兰南部许多地区的小农场佃农及其生活方式的消失联系起来。
许多小型定居点被拆毁，其居民被迫要么搬入地主新建的村庄，如奥米斯顿的约翰·考克本（John Cockburn）将流离失所的小农场佃农安置在新牧场式农场的外围，要么搬迁至新的产业中心格拉斯哥、爱丁堡或英格兰北部。在其他地区，例如西南，地主向他们认为可敬的佃户提供较低租金和附近的就业机会。从1760年到1830年，成千上万的低地苏格兰人移居，主要是在苏格兰低地内部，其中也有一些人前往加拿大，利用其提供的新机会拥有并耕种属于自己的土地。大多数人选择留下，其中一些是由于无法横跨大西洋或出于苏格兰国内的债务。

## 延伸阅读
- Aitchison, Pete and Cassell, Andrew. The Lowland Clearances, Scotland's Silent Revolution: 1760–1830, 2003
- Devine, T. M.   Scottish Nation: 1700–2000, 2001
- Gibson, Alex,  1990. ‘Proletarianization? The Transition to Full-Time Labour on a Scottish Estate, 1723–1787’. Continuity and Change, 5 (3): 357–89.
- Orr, Alistair, 1984. ‘Farm Servants and Farm Labour in the Forth Valley and South-East Lowlands’. In Farm Servants and Labour in Lowland Scotland, 1770–1914.